# Garage Olimpo
Pour plus de détails, voir Fiche technique et Distribution.
Garage Olimpo est un film argentin, sorti en 1999. Coécrit et réalisé par Marco Bechis, avec dans les rpoles principaux, Antonella Costa, Carlos Echevarría, Enrique Piñeyro, Chiara Caselli et Dominique Sanda.
Le film suit le destin d'une jeune militante argentine, enlevée à la fin des années 1970, pendant la dernière dictature civile et militaire de l'Argentine (1976-1983). « Garage Olimpo » est le nom du centre illégal de détention et de torture où elle est emmenée, en plein Buenos Aires.

## Synopsis
Le film se déroule lors de la dictature militaire en Argentine, entre 1976 et 1983 et raconte l'histoire de María, une militante politique qui travaille auprès des analphabètes. Elle est emmenée dans un centre de détention clandestin appelé Garage Olimpo, à Buenos Aires. Elle sera considérée comme disparue. La plupart des détenus de ces centres seront  jetés du haut d'un avion.

## Commentaire
Le réalisateur a lui-même été arrêté et retenu dans les centres clandestins de détention du gouvernement militaire.

## Fiche technique
- Réalisation : Marco Bechis
- Scénario : Marco Bechis, Lara Fremder et Caterina Giargia
- Musique : Jacques Lederlin
- Mise en scène : Rómulo Abad
- Producteur : Amadeo Pagani, Enrique Piñeyro et Eric Heumann
- Distribution : Cocinor
- Photo : Ramiro Aisenson
- Montage : Jacopo Quadri
- Pays :  Italie -  Argentine -  France
- Langue : espagnol - français - italien
- Dates de sortie : 
  - France : 16 mai 1999 (Festival de Cannes)
  - Argentine : 2 septembre 1999
  - Italie : 28 janvier 2000
  - France : 22 mars 2000

## Distribution
- Antonella Costa : Maria
- Carlos Echevarría : Felix
- Enrique Piñeyro : Tigre
- Pablo Razuk : Tex
- Chiara Caselli : Ana
- Dominique Sanda : Diane
- Paola Bechis : Gloria
- Adrián Fondari : Rubio
- Marcelo Chaparro : Turco
- Miguel Oliveira : Nene
- Ruy Krieger : Francisco
- Marcos Montes : Vibora

## Contexte historique
Le film est basé sur les événements politiques réels qui ont eu lieu en Argentine après que la junte militaire réactionnaire de Jorge Rafael Videla ait pris le pouvoir le 24 mars 1976. Pendant le régime de la junte, le Parlement a été suspendu, les syndicats, les partis politiques et les gouvernements provinciaux interdits et, au cours de ce qui est aujourd'hui connu sous le nom de "Guerre Sale" , entre 9 000 et 30 000 personnes considérées comme des "contestataires de gauche" ont disparu de la société. 
Alors que le pays célébrait sa victoire à la Coupe du monde de 1978, de nombreux militants politiques été torturés à Buenos Aires, puis emmenés dans des « vols de la mort », où les victimes étaient droguées avant d'être larguées vivantes dans l'océan Atlantique depuis des avions militaires.

## Récompenses
- 1999 : Primer Premio, Gran Coral, del Festival de la Habana
- 1999 : Premio de la Crítica Cubana a Marco Bechis del Festival de la Habana
- 1999 : Premio Glauber Rocha a Marco Bechis del Festival de la Habana
- 1999 : Premio Memoria Martin Luther King a Marco Bechis del Festival de la Habana
- 1999 : Premio a Documental por la Memoria a David Blaustein del Festival de la Habana
- 1999 : Premio OCIC a Marco Bechis del Festival de la Habana
- 1999 : Colón de Oro del Festival de Huelva
- 1999 : Alexandre d'argent au Festival international du film de Thessalonique 1999
- 1999 : Prix FIPRESCI au Festival international du film de Thessalonique 1999
- 2000 : Premio Lucas (Sección Juventud), del Lucas Festival Internacional de Películas para Niños y Jóvenes
- 2000 : Premio C.I.F.E.J. - Mención Especial, del Lucas Festival Internacional de Películas para Niños y Jóvenes
- 2000 : Premio ICCI del Festival Lleida Hispanoaméricano
- 2000 : Cóndor de Plata al Mejor Montaje de la Asociación Argentina de Críticos de Cine
- 2000 : Mejor Película del Festival de Cartagena
- 2000 : Mejor Director, Premios David di Donatello
- 2000 : Premio Fénix del Festival Internacional de Cine de Santa Barbara